# Lijst van ministers van Economische Zaken van Aruba
Lijst van ministers van Economische Zaken van Aruba (soms in combinatie met andere ministeries of portefeuilles) vanaf 1986.
| Kabinet                                                                          | Periode    | Economische Zaken, Duurzame Ontwikkeling en Communicatie |
| -------------------------------------------------------------------------------- | ---------- | -------------------------------------------------------- |
| kabinet-Wever-Croes II                                                           | 2021-heden | Geoffrey Wever                                           |
| vanaf 2021 Minister van Economische Zaken, Duurzame Ontwikkeling en Communicatie |            |                                                          |
| Kabinet                                                                          | Periode    | Financiën, Economische Zaken en Cultuur                  |
| kabinet-Wever-Croes I                                                            | 2017-2021  | Xiomara Maduro                                           |
| vanaf 2017 Minister van Financiën, Economische Zaken en Cultuur                  |            |                                                          |
| Kabinet                                                                          | Periode    | Economische Zaken, Communicatie, Energie en Milieu       |
| kabinet-Mike Eman II                                                             | 2013-2017  | Richard Arends (2016-2017) / Mike de Meza (2013-2016)    |
| vanaf 2013 Minister van Economische Zaken, Communicatie, Energie en Milieu       |            |                                                          |
| Kabinet                                                                          | Periode    | Economische Zaken, Sociale Zaken en Cultuur              |
| kabinet-Mike Eman I                                                              | 2009-2013  | Michelle Hooyboer-Winklaar                               |
| vanaf 2009 Minister van Economische Zaken, Sociale Zaken en Cultuur              |            |                                                          |
| Kabinet                                                                          | Periode    | Financiën en Economische Zaken                           |
| kabinet-Oduber IV                                                                | 2005-2009  | Nilo Swaen                                               |
| kabinet-Oduber III                                                               | 2001-2005  | Nilo Swaen                                               |
| vanaf 2001 Minister van Financiën en Economische Zaken                           |            |                                                          |
| Kabinet                                                                          | Periode    | Economische Zaken, Sociale Zaken en Cultuur              |
| kabinet-Henny Eman III                                                           | 1998-2001  | Lily Beke-Martinez                                       |
| vanaf 1998 Minister van Economische Zaken, Sociale Zaken en Cultuur              |            |                                                          |
| Kabinet                                                                          | Periode    | Economische Zaken en Toerisme                            |
| kabinet-Henny Eman II                                                            | 1994-1998  | Tico Croes                                               |
| kabinet-Oduber II                                                                | 1992-1994  | Eddy Briesen                                             |
| kabinet-Oduber I                                                                 | 1989-1992  | Eddy Briesen (1989-1992) / Daniel Leo (1989)             |
| kabinet-Henny Eman I                                                             | 1986-1989  | Don Mansur (1986-1989) / Lenny Berlinski (1986)          |
| vanaf 1986 Minister van Economische Zaken en Toerisme                            |            |                                                          |

Zie de lijst van ministers van Economische Zaken van de Nederlandse Antillen voor de periode 1955-1985.